# Prix Goncourt du premier roman
Pour les articles homonymes, voir Goncourt.
 (juin 2016).
Si vous disposez d'ouvrages ou d'articles de référence ou si vous connaissez des sites web de qualité traitant du thème abordé ici, merci de compléter l'article en donnant les références utiles à sa vérifiabilité et en les liant à la section « Notes et références ».
Le prix Goncourt du premier roman est un prix littéraire décerné chaque année depuis 2009 en marge du prix Goncourt par l'Académie Goncourt. Il prend la suite des « bourses Goncourt », fondées en 1990. Il est attribué en partenariat avec la municipalité de Paris au début du printemps.

## Liste des lauréats
| Année |  | Auteur                 | Ouvrage                          | Éditeur (xe fois)   | Notes                             |
| ----- |  | ---------------------- | -------------------------------- | ------------------- | --------------------------------- |
| 1990  |  | Hélène de Monferrand   | Les Amies d'Héloïse              | De Fallois          |                                   |
| 1991  |  | Armande Gobry-Valle    | Iblis ou la Défroque du serpent  | Viviane Hamy        |                                   |
| 1992  |  | Nita Rousseau          | Les Iris bleus                   | Flammarion          |                                   |
| 1993  |  | Bernard Chambaz        | L'Arbre de vies                  | Bourin              |                                   |
| 1994  |  | Bernard Lamarche-Vadel | Vétérinaires                     | Gallimard           |                                   |
| 1995  |  | Florence Seyvos        | Les Apparitions                  | L'Olivier           | Également prix France Télévisions |
| 1996  |  | Yann Moix              | Jubilations vers le ciel         | Grasset             |                                   |
| 1997  |  | Jean-Christophe Rufin  | L'Abyssin                        | Gallimard (2)       | Également prix Méditerranée       |
| 1998  |  | Shan Sa                | Porte de la paix céleste         | du Rocher           |                                   |
| 1999  |  | Nicolas Michel         | Un revenant                      | Gallimard (3)       |                                   |
| 2000  |  | Benjamin Berton        | Sauvageons                       | Gallimard (4)       |                                   |
| 2001  |  | Salim Bachi            | Le Chien d'Ulysse                | Gallimard (5)       | Premier lauréat algérien          |
| 2002  |  | Soazig Aaron           | Le Non de Klara                  | Maurice Nadeau      |                                   |
| 2003  |  | Claire Delannoy        | La Guerre, l'Amérique            | Buchet/Chastel      |                                   |
| 2004  |  | Françoise Dorner       | La Fille du rang derrière        | Albin Michel        |                                   |
| 2005  |  | Alain Jaubert          | Val Paradis                      | Gallimard (6)       |                                   |
| 2006  |  | Hédi Kaddour           | Waltenberg                       | Gallimard (7)       |                                   |
| 2007  |  | Frédéric Brun          | Perla                            | Stock               | Également prix Marie-Claire-Blais |
| 2008  |  | Jakuta Alikavazovic    | Corps volatils                   | L'Olivier (2)       |                                   |
| 2009  |  | Jean-Baptiste Del Amo  | Une éducation libertine          | Gallimard (8)       |                                   |
| 2010  |  | Laurent Binet          | HHhH                             | Grasset (2)         |                                   |
| 2011  |  | Michel Rostain         | Le Fils                          | Oh ! Éditions       |                                   |
| 2012  |  | François Garde         | Ce qu'il advint du sauvage blanc | Gallimard (9)       | Également grand prix Jean-Giono   |
| 2013  |  | Alexandre Postel       | Un homme effacé                  | Gallimard (10)      |                                   |
| 2014  |  | Frédéric Verger        | Arden                            | Gallimard (11)      |                                   |
| 2015  |  | Kamel Daoud            | Meursault, contre-enquête        | Barzakh & Actes Sud |                                   |
| 2016  |  | Joseph Andras          | De nos frères blessés            | Actes Sud (2)       | L'auteur décline le prix          |
| 2017  |  | Maryam Madjidi         | Marx et la Poupée                | Le Nouvel Attila    |                                   |
| 2018  |  | Mahir Guven            | Grand Frère                      | Philippe Rey        |                                   |
| 2019  |  | Marie Gauthier         | Court vêtue                      | Gallimard (12)      |                                   |
| 2020  |  | Maylis Besserie        | Le Tiers Temps                   | Gallimard (13)      |                                   |
| 2021  |  | Émilienne Malfatto     | Que sur toi se lamente le Tigre  | Elyzad              |                                   |
| 2022  |  | Étienne Kern           | Les envolés                      | Gallimard (14)      |                                   |
| 2023  |  | Pauline Peyrade        | L'Âge de détruire                | Éditions de minuit  |                                   |
| 2024  |  | Eve Guerra             | Rapatriement                     | Grasset (3)         |                                   |
| 2025  |  | Simon Chevrier (d)     | Photo sur demande                | Stock (2)           |                                   |